# 3 x 3 = ?
 3 x 3 = ? este un film românesc documentar din 1963 co-scris și regizat de Gabriel Barta. Este produs de Studioul "Alexandru Sahia" și distribuit de Direcția Difuzării Filmelor.